# Phobetes dauricus
Phobetes dauricus är en stekelart som beskrevs av Dmitriy R. Kasparyan 2007. Phobetes dauricus ingår i släktet Phobetes och familjen brokparasitsteklar. Inga underarter finns listade i Catalogue of Life.